# Riza-See
Der Riza-See (abchasisch Риҵа; georgisch რიწა; russisch Рица) ist ein See in Abchasien an der Südflanke des nordwestlichen Großen Kaukasus.
Die Wasseroberfläche des Sees nimmt eine Fläche von 1,5 km² ein, die maximale Tiefe beträgt etwa 116 m und die Länge der Uferlinie beträgt 4,29 km. Der Hauptzufluss ist die Laschipse. Der See wird über die Flüsse Jupschara, Gega und Bsipi zum Schwarzen Meer hin entwässert.
Der See befindet sich in einer vom Menschen weitestgehend unberührten Waldlandschaft in 950 m Höhe, inmitten von 2200 bis 3500 Meter hohen Bergen des Kaukasus. Am Nordufer des Riza-Sees ließ sich Josef Stalin eine Sommerresidenz (Datscha) bauen und verbrachte dort viele Sommer, die sich heute im Eigentum des abchasischen Staates befindet. Dort traf er 1931 die Entscheidung, Abchasien bzw. die Abchasische Sozialistische Sowjetrepublik als Abchasische Autonome Sozialistische Sowjetrepublik an Georgien bzw. der Georgische Sozialistische Sowjetrepublik unterzuordnen.
1930 wurde das Riza-Naturreservat gegründet, um die einmalige Gebirgslandschaft zu schützen und für die Nachwelt zu erhalten. Das Reservat nimmt eine Fläche von 16.289 Hektar ein. Im See werden Lachsartige aus der Gattung Coregonus gefangen.